# Pseudopanurgus arctiventris
Pseudopanurgus arctiventris är en biart som först beskrevs av Timberlake 1975.  Pseudopanurgus arctiventris ingår i släktet Pseudopanurgus och familjen grävbin. Inga underarter finns listade i Catalogue of Life.